# Вознесенка (Тісульський округ)
Вознесе́нка (рос. Вознесенка) — присілок у складі Тісульського округу Кемеровської області, Росія.

## Населення
Населення — 135 осіб (2010; 191 у 2002).
Національний склад (станом на 2002 рік):
- росіяни — 95 %